# Quevaucamps
Quevaucamps is een dorp in de Belgische provincie Henegouwen, en een deelgemeente van de Waalse gemeente Belœil.
Quevaucamps was een zelfstandige gemeente, tot die bij de gemeentelijke herindeling van 1977 toegevoegd werd aan de gemeente Belœil.

## Demografische ontwikkeling
- Bronnen:NIS, Opm:1831 tot en met 1970=volkstellingen, 1976= inwoneraantal op 31 december

## Bezienswaardigheden
- In het centrum staat de Sint-Jan-de-Doperkerk (Église Saint-Jean-Baptiste), een classicistisch kerkgebouw uit de 18e eeuw dat in 1875 nog werd vergroot. Het bezit een 17e-eeuws altaarstuk.
- Het Musèe de la Bonneterie et du negoce de la Toile,[1] waar de rijke industriële geschiedenis van de streek wordt voorgesteld. Het is gevestigd in het voormalige Station Quevaucamps.
- Op de begraafplaats liggen de graven van twee Britse gesneuvelden uit de Eerste Wereldoorlog.[2]
- De Moulin d'en Haut, een windmolenrestant.

## Natuur en landschap
De hoogte aan de kerk bedraagt 56 meter.

## Economie
Vooral de industrie van bonneterie is van belang geweest voor Quevaucamps. Er bestonden al enkele fabrieken in 1850 en in 1950 waren er meer dan 52, waarvan er nog één overgebleven is.

## Nabijgelegen kernen
Basècles, Blaton, Grandglise, Ellignies-Sainte-Anne